# Ulrich Herkenhoff

Ulrich Herkenhoff

Ulrich Herkenhoff (* 1966 in Osnabrück) ist ein deutscher Komponist und Panflötist.

## Biografie
Ulrich Herkenhoff erhielt mit sechs Jahren den ersten Klavierunterricht. Als Vierzehnjähriger lernte er die Panflöte in einem Konzert des Rumänen Gheorghe Zamfir kennen. Nach diesem Erlebnis folgten eingehende Studien an diesem Instrument.
Nach einem Querflötenstudium am Richard-Strauss-Konservatorium München mit anschließender Fortbildungsklasse auf der Panflöte bei Professor Jochen Gärtner avancierte Herkenhoff rasch zum international gefragten Solisten. Besondere Förderung auf dem Gebiet der rumänischen Folklore erhielt er durch den Schweizer Musikethnologen und Verleger Marcel Cellier, den Entdecker Gheorghe Zamfirs. Gemeinsam mit Cellier (Orgel) nahm er 1990 seine erste Einspielung mit rumänischen Improvisationen auf. Als Interpret „klassischer“ Werke veranlasste Herkenhoff bereits mehrere zeitgenössische Komponisten zu Originalkompositionen für die Panflöte.
„The Art of Pan“ steht für sein ambitioniertes Projekt, die Panflöte als ernstzunehmendes Konzertinstrument zu etablieren.
Mittlerweile ist Herkenhoff auch auf dem Gebiet der Filmmusik ein gefragter Solist. So wirkte er unter anderem an der Oscar-prämierten Musik zu Der Herr der Ringe mit. Seine jüngste Filmmusik-Einspielung fand Anfang Oktober 2004 in Budapest für die Verfilmung von Imre Kertész’ Roman eines Schicksallosen mit der Musik von Ennio Morricone statt.
Auch auf pädagogischem Gebiet ist Ulrich Herkenhoff tätig und widmet sich als Verleger der Veröffentlichung von Panflöten-Literatur. Sämtliche von ihm gespielten Instrumente stammen aus eigener Fertigung.

## Preise und Auszeichnungen
- 1992 „Förderpreis des Gasteig Kulturkreises“ München (Vorsitz: Hans-Werner Henze)
- 1996 „Bayerischen Staatsförderpreis für junge Künstler“
- 2000 Echo-Klassik-Preis der Deutschen Phonoakademie als Instrumentalist des Jahres (für seine CD „Symphonic Cinema“)

## Diskographie
- Recital – mit Matthias Keller (Klavier). J.S.Bach: Konzert in C-Dur für Flöte und Klavier, W.A.Mozart: Sonate G-Dur (nach KV 285a), C.Debussy: „En Bateau“, „Le Petit Berger“, „Clair de Lune“, J.S. Svendsen: Romance op.26, Miklós Rózsa: „Nordungarische Bauernlieder und -tänze“, H.Genzmer: Sonate für Panflöte Solo. OEHMS CLASSICS
- Balkan Rhapsody. Ulrich Herkenhoff: Postkards of a Romanian Journey, Béla Bartók: Romanian Folk Dances, Matthias Keller: Balkania, Parachkev Hadjiev: 12 Bulgarian Dances – Ulrich Herkenhoff (Panflöte) & Münchner Rundfunkorchester – Kamioka – Raudales
- Classics  – mit Matthias Keller (Klavier). THOROFON CTH 2142
- Panflöte und Gitarre – Ulrich Herkenhoff (Panflöte) & Konrad Huber (Gitarre), KOCH 3-1531-2 H1
- Concertos for Pan Flute – mit AMATI Ensemble München, Leitung Attila Balogh, KOCH 3-1532-2 H1
- Inima – mit Marcel Cellier (Orgel). Rumänische Improvisationen für Panflöte und Orgel
- Ombra mai fu – mit AMATI Ensemble München, Leitung Attila Balogh. KOCH 3-6455-2 H1
- Pipes and Tubes – mit Matthias Keller (Orgel), KOCH 3-6492-2 H1
- Music from Heaven – Hits, Balladen, Evergreens – KOCH 324 159
- Symphonic Cinema - - mit Radiophilharmonie Hannover, Leitung Florian Merz. Titanic, Out of Africa, The Mission, Forrest Gump, Schindler’s List. KOCH 3-6555-2
- The Art of Pan – Konzert für Panflöte und Orgel – Konzertmitschnitt aus der Klosterkirche Maulbronn mit Mathias Keller (Orgel)
- A Tribute to Simon & Garfunkel – mit Die Singphoniker.
- Best of Panflöte – CD-Compilation mit Gheorghe Zamfir, English Chamber Orchestra, und Amati Ensemble. Werke von Corelli, Bach, Telemann, Marcello u. a., Universal 476 2920
- Sagas mit Equilibrium